# Mega (canal de televisión de España)
Mega es un canal de televisión digital terrestre español, perteneciente a Atresmedia. Sus emisiones regulares comenzaron el 1 de julio de 2015.

## Historia
Tras el cierre de canales que tuvo lugar el 6 de mayo de 2014, como consecuencia de una sentencia del Tribunal Supremo de Justicia que anuló las concesiones de emisión TDT para nueve canales, por haber sido otorgadas sin el preceptivo concurso público que rige la Ley General de Comunicación Audiovisual, Atresmedia se interesó en recuperar la licencia por la que emitía Gol Televisión para finales de 2015. Un año más tarde, el 28 de mayo de 2015, se anunció el cese de emisiones del canal futbolístico para el 30 de junio del mismo año, ya que Mediapro había llegado a un acuerdo con Al Jazeera para lanzar conjuntamente Bein Sports en España, un canal deportivo de pago que emite en varios países del mundo desde su lanzamiento en Oriente medio, el cual tuvo lugar en el año 2003. Así, Atresmedia alcanzó un acuerdo con Mediapro para recuperar la frecuencia de TDT y anunció la creación de Mega para el mes de julio.
Más tarde, el 22 de junio de 2015, Gol Televisión empezó a emitir en abierto durante un periodo de cuatro horas diarias (entre las 20:30 y las 00:30), con el fin de que los espectadores pudieran ir captando las emisiones en abierto de Mega en dicho horario. Además, tres días después, comenzaron las emisiones en pruebas de Mega durante esas cuatro horas, emitiendo los programas La casa de empeños (3 capítulos), Cazatesoros (2 capítulos) y Empeños a lo bestia (4 capítulos). Llegadas las 00:30, el canal regresaba a la programación de Gol Televisión, codificando nuevamente su señal.
Finalmente, Atresmedia lanzó Mega el 1 de julio, lo que supuso el fin de la TDT premium o de pago y la recuperación de los géneros televisivos que cubrieron Nitro y Xplora hasta el cierre de canales de televisión de 2014.
En su primer mes de vida, Mega se alzó con una media mensual de un 2,1% de cuota de pantalla, convirtiéndose en el mejor estreno de un canal de televisión temático en abierto. Su media empató con el también 2,1% de cuota de pantalla que consiguió Discovery MAX en julio, y superó a su competencia directa, Energy, el cual consiguió un discreto 1,7%.
El 25 de marzo de 2024, Atresmedia anunció que había alcanzado un acuerdo con DAZN y MotoGP para la emisión en abierto de los grandes premios de España (Jerez), Cataluña y Valencia en 2024 y 2025. Mega emitiría así en directo las carreras de clasificación de MotoGP, Moto2™ y Moto3™ de estos grandes premios del Campeonato Mundial de Motociclismo.

## Programación

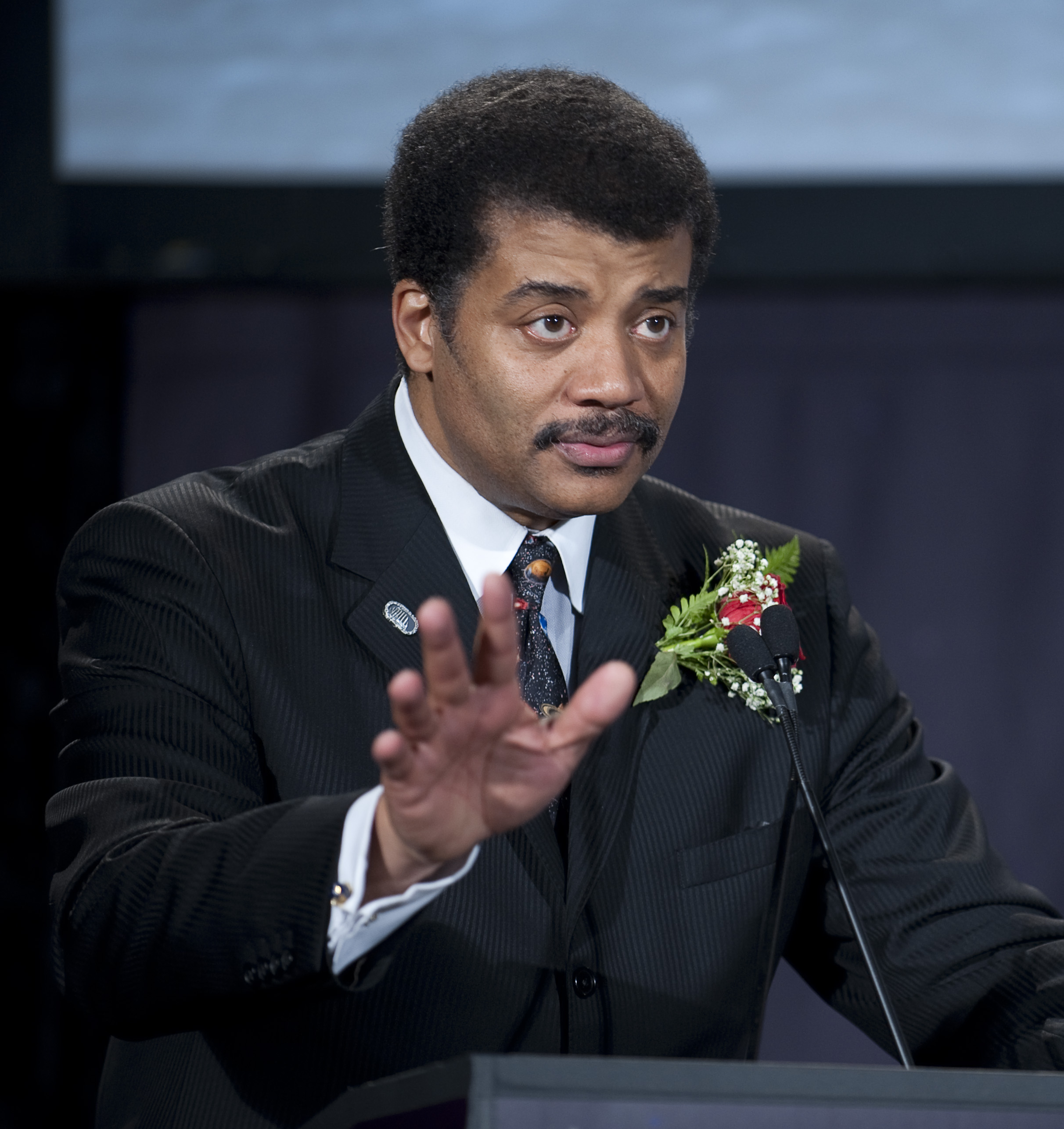
Neil deGrasse Tyson, presentador de Cosmos. La serie se estrenó en Mega el 12 de octubre de 2015.

La programación diaria de Mega tiene una parrilla compuesta por series y miniseries históricas, de acción, de misterio/ciencia ficción y procedimentales; formatos de actualidad e investigación, documentales y programas factual de todos los géneros (culturas, nuestro mundo, tecnociencia, naturaleza, historia, etc.), deporte, redifusiones y cine nacional e internacional. Además, cuenta con contenedores como Megacine, Cine a lo bestia o Cine Shock (cine), Megadocs (series documentales), Megaplanet (documentales de naturaleza) y Megawild (documentales de animales).
Entre los contenidos del canal destacan:
- 1000 maneras de morir (factual).
- Agente encubierto (serie documental).
- Atlanta Plastic (factual).
- Bert, el conquistador (factual).
- Bonnie and Clyde (miniserie).
- Buscadores de fantasmas (factual).
- Campeonato de Europa Sub-19 de la UEFA (deporte).
- Capos (serie documental).
- Car Matchmaker (factual).
- Carreteras del infierno (factual).
- Cazadores de coches (factual).
- Cazatesoros (docu-reality).
- Champions total (deporte)
- Colgados (docu-reality).
- Cosmos (serie documental).
- Crímenes imperfectos (serie documental).
- Crímenes que cambiaron la historia (documental).
- Crónicas carnívoras (factual).
- Cuerpos embarazosos (docu-reality).
- El chiringuito de Jugones (tertulia futbolística).
- El fin del mundo: 10 formas de destruir la Tierra (documental).
- El guardián (serie).
- El jefe (docu-reality).
- El libro secreto de Estados Unidos (documental).
- El liquidador (factual).
- El precio de la historia: Luisiana (factual).
- El tiempo más peligroso del mundo (documental).
- Embargos a lo bestia (factual).
- Empeños a lo bestia (factual).
- Encarcelados (Docudrama / Docu-reality).
- Enorme Azul (Programación Infantil)
- Entrenamiento extremo (factual).
- Equipo A (serie).
- Equipo de investigación (programa de investigación).
- Escudo humano (serie).
- Expediente abierto (documental).
- Forjado a fuego (factual).
- Forjado a fuego: Cuchillo o muerte (factual).
- Frontón (deporte).
- Generación Alien (documental).
- Grandes descubrimientos (documental).
- Hangar 1: Archivos extraterrestres  (documental).
- Hermanos de fuego (factual).
- Hombres tiburón (factual).
- Impacto total (docu-reality).
- Infierno sobre ruedas (serie).
- Juego de tronos (serie).
- Justicia extrema (serie).
- Justified (serie).
- La casa de empeños (factual).
- La maldición de Oak Island (factual).
- Las reparaciones más difíciles del mundo (factual).
- Liga de Campeones de la UEFA (deporte).
- Locos por los coches (factual).
- Los cazadores del pantano (factual).
- Los guardas del pantano (factual).
- Los restauradores (factual).
- Los reyes del empeño (factual).
- Maravillas modernas (documental).
- Marte (serie documental).
- Mayday: Catástrofes aéreas (documental).
- Mountain men (factual).
- Mindfreak, la magia de Criss Angel (factual).
- Nikita (serie).
- Nitro Circus (factual).
- Operation Live (docu-reality).
- Paranormal Witness (factual).
- Pelota mano (deporte)
- Persiguiendo a Hitler (serie documental).
- Pesadilla en el infierno (docu-reality).
- Pesadilla en la cocina (docu-reality).
- Pesadillas en su tinta (factual).
- Pesca de combate (factual).
- Pickups & Furious (factual).
- Policías en acción (Docu-reality).
- Pon a prueba tu cerebro (factual).
- Proyectos imposibles (factual).
- ¿Qué puede salir mal? (docu-reality).
- ¿Quién da más? (factual).
- Restaurante indiscreto (docu-reality).
- Salí con un psicópata (factual).
- Shark Tank (factual).
- Sons of liberty (miniserie).
- Supercaravanas (factual).
- Super el Sabina(Programación Infantil)
- Superfactorías (factual).
- ¿Te lo vas a comer? (docu-reality).
- Tecnocatástrofes (documental).
- Teorías de la conspiración (documental).
- Testigos de lo paranormal (factual).
- The story of God (documental).
- Un mundo en guerra (serie documental).
- Vidas anónimas (docu-reality).
- Vacaciones infernales (factual).
- ¡Véndemelo! (factual).
- Vikingos (serie).
- Wahlburgers (factual).
- WWE Raw (lucha libre).[11]
- WWE Smack Down (lucha libre).[11]
- Xtraterrestres  (documental / docu-reality).

## Imagen corporativa
Su imagen se dio a conocer por primera vez el 28 de mayo de 2015 cuando se conoció el lanzamiento del canal.

Logotipo usado desde 2015.

## Audiencias
Evolución de la cuota de pantalla mensual y anual. Están en azul y rojo los meses en que fue líder de audiencia.
| Año  | Enero | Febrero | Marzo | Abril | Mayo | Junio | Julio | Agosto | Septiembre | Octubre | Noviembre | Diciembre | Media |
| ---- | ----- | ------- | ----- | ----- | ---- | ----- | ----- | ------ | ---------- | ------- | --------- | --------- | ----- |
| 2015 | -     | -       | -     | -     | -    | -     | 2,1%  | 2,3%   | 1,9%       | 1,9%    | 1,8%      | 1,9%      | 2,0%  |
| 2016 | 1,9%  | 1,8%    | 1,8%  | 1,9%  | 1,7% | 1,8%  | 1,8%  | 1,8%   | 1,8%       | 1,8%    | 1,7%      | 1,8%      | 1,8%  |
| 2017 | 1,8%  | 1,8%    | 1,8%  | 1,9%  | 1,7% | 1,8%  | 1,7%  | 2,0%   | 1,7%       | 1,6%    | 1,6%      | 1,6%      | 1,8%  |
| 2018 | 1,6%  | 1,6%    | 1,6%  | 1,6%  | 1,6% | 1,6%  | 1,8%  | 1,7%   | 1,6%       | 1,6%    | 1,6%      | 1,6%      | 1,6%  |
| 2019 | 1,5%  | 1,6%    | 1,6%  | 1,5%  | 1,5% | 1,5%  | 1,5%  | 1,7%   | 1,5%       | 1,5%    | 1,4%      | 1,5%      | 1,5%  |
| 2020 | 1,6%  | 1,6%    | 1,4%  | 1,5%  | 1,5% | 1,5%  | 1,6%  | 2,0%   | 1,7%       | 1,6%    | 1,4%      | 1,5%      | 1,6%  |
| 2021 | 1,4%  | 1,5%    | 1,4%  | 1,4%  | 1,4% | 1,4%  | 1,4%  | 1,6%   | 1,4%       | 1,3%    | 1,5%      | 1,5%      | 1,4%  |
| 2022 | 1,5%  | 1,6%    | 1,5%  | 1,5%  | 1,5% | 1,3%  | 1,2%  | 1,5%   | 1,4%       | 1,3%    | 1,2%      | 1,2%      | 1,4%  |
| 2023 | 1,2%  | 1,2%    | 1,3%  | 1,4%  | 1,5% | 1,5%  | 1,6%  | 1,7%   | 1,5%       | 1,6%    | 1,5%      | 1,6%      | 1,5%  |
| 2024 | 1,8%  | 1,7%    | 1,5%  | 1,7%  | 1,7% | 1,5%  | 1,3%  | 1,3%   | 1,4%       | 1,4%    | 1,2%      | 1,3%      | 1,5%  |
| 2025 | 1,3%  | 1,4%    | 1,2%  | 1,4%  | 1,4% | 1,4%  | 1,3%  |        |            |         |           |           |       |

Máximo Histórico | Mínimo Histórico

## Señal en alta definición

### Inicio de emisiones en HD

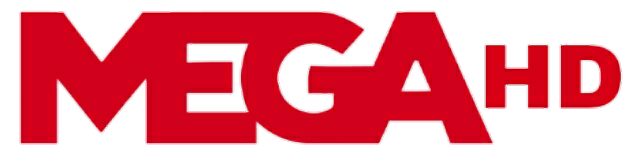
Variante del logo de Mega para la emisión HD.

El 1 de diciembre de 2015, el canal estrenó oficialmente su señal en alta definición por Vodafone TV. El 4 de diciembre de 2018 a las 08:00, Movistar Plus+ incorporó Mega HD a su parrilla. El 1 de junio de 2020 el canal se incorporó a la plataforma Orange TV en díal 36.